# 앙고라털

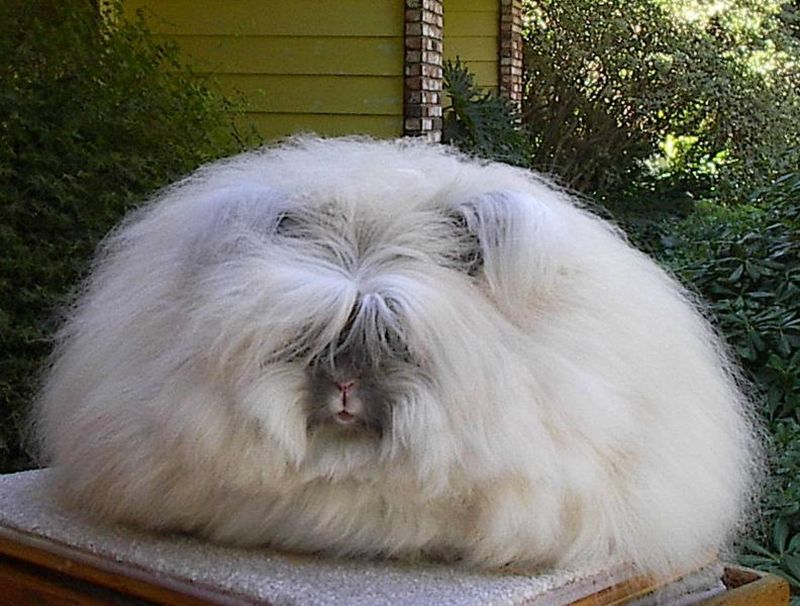
앙고라 토끼

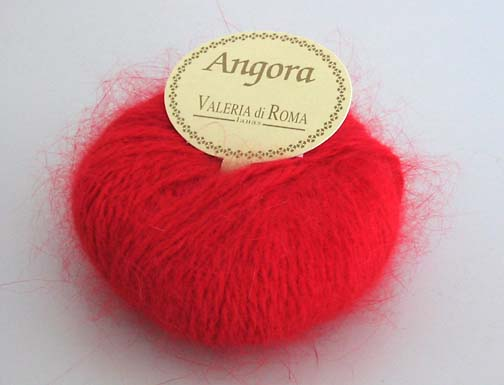
앙고라 울

앙고라 토끼털(angora rabbit hair)은 앙고라토끼의 털로 만든 천연섬유이다. 색이 희고 긴 앙고라털은 양털보다 가볍고 아름다워 주로 의복 재료로 쓰인다. 보통 다른 섬유와 섞어서 사용한다. 이름이 비슷하지만 앙고라 염소에게서 만들어지는 앙고라 염소털과는 다르다.

## 같이 보기
- 에드 우드